# San Agustín Acasaguastlán
Pour les articles homonymes, voir San Agustin.
San Agustín Acasaguastlán est une ville du Guatemala dans le département d'El Progreso.